# Sobór św. Barbary w Pińsku
Sobór św. Barbary – prawosławny sobór katedralny w Pińsku. Główna świątynia eparchii pińskiej i łuninieckiej Egzarchatu Białoruskiego Patriarchatu Moskiewskiego.

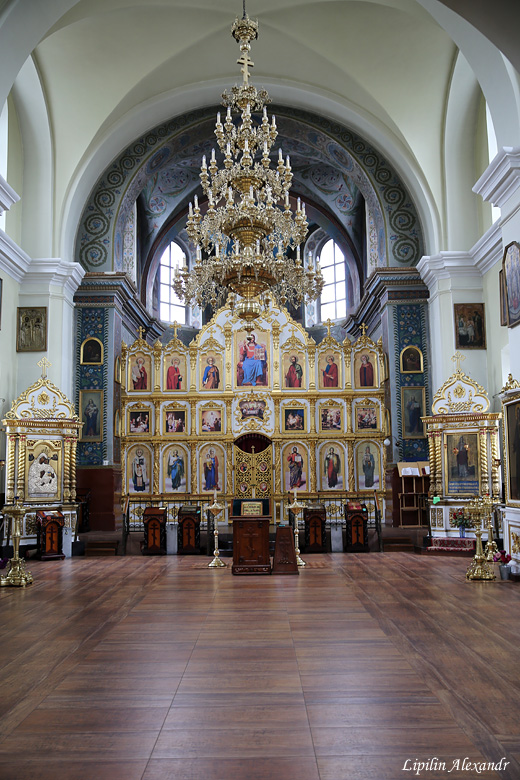
Ikonostas

Jest to dawny kościół bernardynów św. Michała Archanioła, wybudowany w 1786 na miejscu drewnianego, ufundowanego w 1717 wraz z klasztorem przez hetmana wielkiego litewskiego, księcia Michała Wiśniowieckiego. W 1832 klasztor uległ kasacie, kościół zaś zamieniono na cerkiew.
Wybudowana w stylu barokowym, nie posiada wieży, ma jedną nawę i półkoliście zamknięte prezbiterium. Elewacja główna posiada pilastry, nisze i wysoki fronton. Nad środkową częścią dwuspadowego dachu umieszczona jest cebulasta kopuła, zbudowana na planie ośmiokąta, dobudowana po 1832.